# Towcester
Towcester è un paese di 8 856 abitanti della contea del Northamptonshire, in Inghilterra.